# Lucy Griffiths (színművész, 1919–1982)
Lucy Griffiths (Birley, Herefordshire, Egyesült Királyság, 1919. április 24. – London, 1982. szeptember 29.) brit (angol) színésznő, komika. Számos mellékszerepet játszott filmvígjátékokban, Folytassa-filmekben, Hammer-féle horrorfilmekben, televíziós vígjáték-sorozatokban. Lucy Griffith néven is előfordul.

## Színészi pályája
1952-ben debütált Miss Svidnik szerepében a BBC Wednesday Theatre tévészínház-sorozatában. A következő évben Michael Anderson Bajba jutott gentleman c vígjátékában szerepelt, Jon Pertwee-vel és William Hartnellel. Sok kis mellékszerepet játszott, gyakran névtelenül, így pl. az 1953-as Különös kirándulás (Genevieve) filmvígjátékban. 
1955-ben a klasszikussá vált Betörő az albérlőm krimi-vígjátékban ő volt Mss Pringle.
1959–1975 között a Folytassa-sorozat hét filmjében, és a hozzá kapcsolt 1963-as Nurse on Wheels vígjátékban is megjelent. A Margaret Rutherford címszereplésével készült négy Miss Marple-filmből háromban vitt kisebb szerepet.
Legismertebb szerepeit a Hammer cég horrorfilmjeiben játszotta. 1960-ban szerepelt a The Two Faces of Dr. Jekyll-ben Christopher Lee-vel, 1974-ben a Frankenstein and the Monster from Hell-ben, Peter Cushing mellett. Televíziós vígjátéksorozatok epizódjaiban is feltűnt, így A buszon-ban is, amelyet Magyarországon is sugároztak.

## Főbb filmszerepei
- 1952: Wednesday Theatre, tévésorozat, The Mayor of Torontal c. epizód, Miss Svidnik
- 1953: Bajba jutott gentleman (Will Any Gentleman…?), szőke lány a bank előtt
- 1955: Kacagó kocogó, avagy Pitkin visszatér a moziba (One Good Turn), Nancy
- 1955: Betörő az albérlőm (The Ladykillers), Miss Pringle
- 1956: Egy karrier története (Charley Moon), jegyszedőnő
- 1959: Folytassa, nővér! (Carry On Nurse), kézikocsit húzó hölgy
- 1959: A gyűlölet áldozata (Sapphire), Johnny házinénije
- 1959: Jack the Ripper, Üdvhadsereg-tag
- 1959: Tessék lapozni (Please Turn Over), első pletykás hölgy a sorban
- 1960: Folytassa, rendőr! (Carry On Constable), Miss Horton
- 1960: The Two Faces of Dr. Jekyll, nő a kocsmában
- 1961: Folytassa tekintet nélkül! (Carry On Regardless), nénike
- 1961: Gyilkosság, mondta a hölgy (Murder She Said), Lucy
- 1962: Az operaház fantomja (The Phantom of the Opera), színházi takarítónő
- 1963: Nurse on Wheels, hölgy az ablakban
- 1963: Sztriptízbár a Sohóban (The Small World of Sammy Lee), takarítónő
- 1964: Egér a Holdon (The Mouse on the Moon), udvarhölgy
- 1964: Mrs. McGinthy halott (Murder Most Foul), Miss Rusty
- 1964: Hahó, gyilkos! (Murder Ahoy), Millie
- 1967: Idegen a házban (Stranger in the House) takarítónő a könyvtárban
- 1967: Folytassa, doktor! (Carry On Doctor), Miss Morris / Idős nőbeteg
- 1968: Sherlock Holmes, tévésorozat, Mrs. Tangey
- 1969: Dixon of Dock Green, tévésorozat, szomszédasszony
- 1969: Folytassa újra, doktor! (Carry On Again Doctor), idősebb hölgy fejhallgatóval
- 1970: Doktor a háznál (Doctor in the House), tévésorozat, idős hölgy
- 1970: Folytassa a szerelmet! (Carry On Loving), nő
- 1971: The Doctors, tévésorozat, Mrs. Ackroyd
- 1971: Doktor tojáshéj (Doctor at Large), tévésorozat, első idős hölgy
- 1971: A mi erdőnk alján (Under Milk Wood), harmadik szomszédasszony
- 1972: Ki megy a nő után? (Follow Me), Bertha
- 1973: A buszon, tévésorozat, On the Omnibuses epizód, idős hölgy
- 1973: Csak semmi szexet, kérem, angolok vagyunk (No Sex Please – We’re British), vénkisasszony
- 1973: Doctor in Charge, tévésorozat, Mrs. Hopkins
- 1974: Frankenstein and the Monster from Hell, vén banya
- 1975: Ellopták a dinoszauruszt (One of Our Dinosaurs Is Missing), Amelia
- 1975: Folytassa az ásatást! (Carry on Behind), hölgy kalapban
- 1962–1977: Z Cars, tévésorozat, idős hölgy / Mrs. Peel / Mrs. Logan / stb.
- 1977: Secret Army, tévésorozat, vevő
- 1978: A sátán kutyája (The Hound of the Baskervilles), Iris

## További információ
- Lucy Griffiths az Internetes Szinkronadatbázisban (magyarul)
- Lucy Griffiths az Internet Movie Database-ben (angolul)
- Lucy Griffiths a Rotten Tomatoeson (angolul)
- Lucy Griffiths (1919) az AlloCiné weboldalán (franciául)
- Lucy Griffith Actress Profile. famousfix.com. (Hozzáférés: 2023. január 18.)
- ↑ AndrewRoss:  Andrew Ross. Carry On Actors: The Complete Who’s Who of the Film Series (angol nyelven). Fantom Publishing (2015). ISBN 1-906358-95-8
- ↑ RobertRoss:  Robert Ross. The Carry On Companion. London: B.T. Batsford (2002). ISBN 0-7134-8771-2
- Carry On Line: Official Website of the Carry On films Archiválva 2021. január 25-i dátummal a Wayback Machine-ben